# Thorsten Brinkmann
Thorsten Brinkmann (* 1971 in Herne) ist ein deutscher Künstler, der durch seine Fotografien, Installationen und Skulpturen bekannt ist. Seine Arbeiten spielen mit Konzepten der Porträtmalerei, des Stilllebens und der Collage.

## Leben und Ausbildung
Thorsten Brinkmann studierte Visuelle Kommunikation an der Kunsthochschule in Kassel und Freie Kunst an der Hochschule für bildende Künste Hamburg (HFBK).

## Künstlerisches Werk
Brinkmanns Werk verwendet oft alltägliche Objekte.
Ein zentrales Element seiner fotografischen Arbeit ist die Selbstporträt. Brinkmann selbst fungiert in seinen Arbeiten oft als Modell und verhüllt sein Gesicht und seinen Körper. Diese Fotos erinnern an klassische Porträts, stehen jedoch durch ihre absurde und humorvolle Komponente im Kontrast zu den ernsthaften, traditionellen Darstellungen.

## Installationen und Skulpturen
Zusätzlich zur Fotografie erschafft Brinkmann skulpturale Werke und Rauminstallationen. Ein bekanntes Beispiel ist seine Installation „La Hütte Royal“ (2013) in Pittsburgh.

## Ausstellungen

### Einzelausstellungen (Auswahl)
- Blossomnia, Pablos Birthday Gallery, New York, NY 10013 USA (2024)
- Many wastes to go, Gallery M. Güntner, Berlin, Germany (2023)
- Trasher Island, Herbert Gerisch-Stiftung, Neumünster (2020)[5]
- Life is funny, my deer, Kunsthaus Stade (2017)[6]
- Finger, Dogs & Dellen, Kunsthaus Hamburg, Finkenwerder Kunstpreis, Hamburg (2011)[7]
- 2010: Studiomove, Georg-Kolbe-Museum Berlin[8]

### Gruppenausstellungen (Auswahl)
- “Damnatio Figurae”, Fondazione Alberto Peruzzo, Padova, Italy (2025)
- Through the Looking-Glass, Kunstmuseum Den Haag, Netherlands (2025)
- Polaroids, Museum für Fotografie, Helmut Newton Stiftung, Berlin, Germany (2025)
- ISA MONA LISA, Kunsthalle Hamburg, Germany (2024)[9]

## Monografien, Kataloge und Katalogbeiträge (Auswahl)
- Du Magazine – Masken, Ausgabe 894 Juli/August 2019, Vor und hinter der Bühne, Text Udo Thiedeke, ISBN 978-3-905931-93-8 -The Juggler – Thorsten Brinkmann, Texts by Annett Reckert, Dirk Dobke, Aneta Palenga. Städtische Galerie Delmenhorst (Ed.), Monographie, Juni 2018
- Faceless – Exhibition catalogue, 2018, Edited by: Bogomir Doringer, Brigitte Felderer. 304 pages, ISBN 978-3-11-052513-7 // Thorsten Brinkmann, S. 72
- Opera La Monnaie/De Munt, Brussels, Belgium. S. 125–140, 2018
- Salondergegenwart, 2019, Margarita & Christian Holle, Gudberg Nerger Hamburg, 76 Seiten, ISBN 978-3-945772614
- Das verkörperte Bild – Porträts aus kunstgeschichtlicher und kunsttherapeutischer Sicht, Herausgegeben von der Hochschule für bildende Künste Dresden, Doris Titze, Sandstein Verlag Dresden, 320 Seiten, 2019, ISBN 978-3-95498-526-5
- Se King – director’s shot – Thorsten Brinkmann, Text by Matthias Harder, Rene S. Spiegelberger, Thorsten Brinkmann (eds.), Monographie, Dezember 2017, ISBN 978-3-95476-220-0
- Life ist funny, my deer – Thorsten Brinkmann, Monographie, Texts: Franz Erhard Walther, Sebastian Möllers (ed.), Luisa Pauline Fink (ed.), Dietmar Rübel / Andreas Schäfer (ed.), ISBN 978-3-903228-14-6
- Unikat XI – Thorsten Brinkmann, Monographie, Rene S. Spiegelberger (ed.), Beilage Art Magazine, März 2017
- The Great Cape Rinderhorn, Thorsten Brinkmann, Monographie, Texts: Joshua Fischer (Rice University Art Gallery), Lara Verlinde, ISBN 978-94-90800-57-4
- Randgänge des Gesichts. Kritische Perspektiven auf Sichtbarkeit und Entzug. Mona Körte, Judith Elisabeth Weiss (ed.), München 2017, ISBN 978-3-7705-6064-6
- Mensch oder Monster, Gedanken zu Thorsten Brinkmanns Bertha von Schwarzflug (2010), text by Eva Heinrich, in: Ein Heft: Von Grenzen und Lücken. Publikationsreihe des LWL-Museums für Kunst und Kultur, Hermann Arnhold und Moritz Baßler (eds.), ISBN 978-3-88789-162-6
- Salon Livresque – Kurt Beer (Ed.), Text by Christiane Opitz, Photography and Cover by Thorsten Brinkmann, Design Christoph Steinegger, Textem Verlag 2016, Monographie, ISBN 978-3-86485-145-2
- Biennale de L’Image Possible – Exhibition catalogue – Les éditions de Caid (Ed.) Liège, Belgium, 2016, ISBN 978-2-930754-07-9
- ̶i̶̶c̶̶h̶ – Martina Weinhart, Max Hollein (Eds.), Schirn Kunsthalle, Frankfurt, 2016, ISBN 978-3-86335-888-4
- Mark and Angela Walley: Thorsten Brinkmann. The Great Cape Rinderhorn. Rice University, Houston, Texas, 2016 https://vimeo.com/159810414 watch
- Das Kunstwerk des Monats. Thorsten Brinkmanns „Bertha von Schwarzflug“, Assemblage, 2010. Mit Textbeitrag von Jenny Katharina Hoedemaker. LWL, Museum für Kunst und Kultur. Westfälisches Landesmuseum. 2015, Monographie
- Beaufort Beyond Borders, Exhibition catalogue, Philip Van den Bosche a.o. (Ed.), Juni 2015, Beaufort, Belgium, ISBN 978-90-74694-15-5
- Black Bandits, Exhibition catalogue, Marc Wellmann (Ed.), Haus am Lützowplatz, Berlin, 2015, ISBN 978 3 8030 3372 7
- Sammlung Haus N, Kiel (Ed.), Schlechte Witze / Gute Hunde. Texte zur Welt kann man nicht kaufen – man bekommt sie geschenkt, in: Texte zur Welt wie sie ist und wie sie sein soll, Heft 5Monographie
- Detlef Bluemler (Ed.), Thorsten Brinkmann, mit Textbeitrag von Gora Jain, Kritisches Lexikon der Gegenwartskunst, Ausgabe 108, Heft 22, Quartal 2014, Zeit Verlag, Monographie
- Fotoverhalen, Exhibition catalogue, Wim van Sinnieren / Marieke van der Krabben (Ed.), Gemeentemuseum Den Haag, 2014, ISBN 978-94-6226-017-7
- In Flanders Fields Museum and Thorsten Brinkmann (Eds.), Warfare Canaries, Exhibition Catalogue, In Flanders Fields Museum, Ieper, Textem Verlag, Monographie
- Evan Mirapaul, Thorsten Brinkmann (Eds.), La Hütte Royal, Fotografien von Thorsten Brinkmann, Gestaltung Thorsten Brinkmann, 31,50 × 31,20 cm; Vintage-LP, Künstler-Booklet, lim., sign., numm., Hatje Cantz Verlag, ISBN 978-3-7757-3757-9 Monographie
- Stefanie Feldbusch and Andreas Wiesner (Eds.), Thorsten Brinkmann, Ostfildern, Hatje Cantz Verlag, Monographie
- Ausst.kat. New York 2009/2010, Dress Codes. The Third ICP Triennial of Photography and Video, hrsg. von Judy Ditner, mit Beitr. von Vince Aletti u. a., International Center of Photography New York, 02.10.2009 bis 17.01.2010, New York/Göttingen 2009., Steidl Verlag
- Ausst.kat. Berlin 2010, Studiomove. Monographie, Berlin 2010 Revolver Publishing, hrsg. Marc Wellmann für das Kolbe Museum und Reginald von Eckhelm, mit Beitr. von Marc Wellmann, Georg-Kolbe Museum Berlin 19.09.2010 bis 21.11.2010, Monographie
- Hüsch, Anette (Ed.), Los geht es wieder! Die Sammlung 2011. EXTRADOSIS. Thorsten Brinkmann zu Gast in der Sammlung, Exhibition Catalogue, Kunsthalle zu Kiel, Christian-Albrechts-Universität, Kiel, Monographie